# Horní Poustevna (železniční zastávka)
Horní Poustevna je železniční zastávka v katastrálním území Horní Poustevna v blízkosti Karlínského rybníka nad vesničkou Karlín v okrese Děčín v km 23,840 železniční trati Rumburk–Sebnitz.
Zastávka se nachází v nadmořské výšce 340 m.

## Historie
Zastávka byla uvedena do provozu v roce 1904 pod německým názvem Ober Einsiedel, který nesla až do roku 1918. Do roku 1919 to byla  Einsiedel Horní a do roku 1938 Horní Poustevna. V době druhé světové války nesla název Ober Einsiedel a po válce opět Horní Poustevna.

## Popis zastávky
Výpravní budova byla postavena podle typového plánu společnosti Česká severní dráha. Autorem normálií byl inženýr Josef Pavlovský. Zděná  budova s bočními rizality orientovanými štítovou stranou ke kolejišti je členěna rohovými lizénami a krytá sedlovou střechou.
V zastávce se u traťové koleje nachází jednostranné vnější nástupiště o délce 100 m, nástupní hrana je ve výšce 550 mm nad temenem kolejnice. (Před rekonstrukcí mělo nástupiště pevnou hranu typu TYSCHER o délce 30 m.)
U zastávky se v km 23,981 nachází přejezd P3569, na kterém trať kříží silnice III/2673. Přejezd byl původně zabezpečen jen výstražnými kříži. V rámci projektu modernizace zastaralých přejezdů, který probíhal v úseku Rumburk – Dolní Poustevna v letech 2013–2014, byl přejezd vybaven světelným přejezdovým zabezpečovacím zařízením bez závor s použitím technologie počítačů náprav.